# Комащук, Алина Ивановна
Алина Ивановна Комащук (укр. Аліна Іванівна Комащук, род. 24 апреля 1993 года) — украинская фехтовальщица на саблях, олимпийская чемпионка 2024 года в командном первенстве, чемпионка мира 2013 года и Европейских игр 2015 года, призёр Олимпийских игр, чемпионатов мира и Европы.

## Биография
Родилась в 1993 году в Нетешине. В 2013 году стала чемпионкой мира среди юниоров.
В 2013 году завоевала золотую медаль чемпионата мира и серебряную медаль чемпионата Европы. В 2014 году стала бронзовым призёром чемпионата мира. В 2015 году завоевала золотую медаль Европейских игр, серебряную медаль чемпионата мира и бронзовую медаль чемпионата Европы.
Первоначально тренировалась у Валерия Штурбабина, затем — у его сына Олега Штурбабина.
На Олимпийских играх 2024 года в Париже стала олимпийским чемпионом в командном первенстве, одолев в составе украинской сборной в финале команду Южной Кореи со счётом 45:42.
В 2025 году в Тбилиси впервые стала призёром чемпионата мира в индивидуальном первенстве, завоевав бронзу. В полуфинале Комащук уступила Зузанне Цесляр из Польши (12-15). Во время награждения Комащук отказалась от совместной фотографии с чемпионкой россиянкой Яной Егорян.

## Награды
- Орден княгини Ольги II степени (23 августа 2024) — за достижение высоких спортивных результатов на ХХХІІІ летних Олимпийских играх в городе Париже (Французская Республика), проявленные самоотверженность и волю к победе, утверждение международного авторитета Украины[4]
- Орден княгини Ольги ІІІ степени (4 октября 2016) — за достижение высоких спортивных результатов на ХХХІ летних Олимпийских играх в Бразилии, проявленные самоотверженность и волю к победе[5]